# LATAM (Argentina)
LATAM Airlines Argentina (anteriormente LAN Argentina) fue una aerolínea argentina, filial del grupo LATAM Airlines.
Desde 2007 a 2020, la empresa formó parte de la alianza Oneworld, al igual del resto de las filiales del holding chileno.
LAN Argentina alcanzó el segundo lugar de cabotaje argentino, detrás de Aerolíneas Argentinas que alcanzó el 69,28 %.
En 2014 el grupo LAN Airlines es el principal operar aéreo internacional de Argentina por la cantidad de vuelos ofrecidos desde el país al exterior.
Ese mismo año LAN Airlines se fusiona con TAM Líneas Aéreas formado LATAM. El 5 de mayo de 2016 se inició el cambio de imagen, tomando así, todas las sucursales de LAN y TAM, el nombre y logo de LATAM.

## Historia
En marzo de 2005, LAN Airlines acordó las condiciones para adquirir, en conjunto con inversionistas locales, la opción de adquisición de la línea aérea Aero 2000, sin operaciones a esa fecha. La firma de abogados argentinos PAGBAM representó a la empresa chilena para iniciar sus operaciones en Argentina.
En abril de 2005, LAN Pax Group S.A., filial del holding, adquirió el 49 % de la sociedad argentina Inversora Cordillera S.A., la que a su vez adquirió el 99,9 % de la sociedad argentina Aero 2000 S.A., la cual prestará servicios de transporte aéreo de pasajeros y de carga en Argentina.
El grupo LAN tenía intenciones de iniciar sus actividades en Argentina en el año 2004, haciéndose de las acciones de la empresa Aero 2000 S.A., una presentación ante la IGJ por parte del Diputado Ariel Basteiro, referente de los sindicatos aeronáuticos, demostró que existía el intento de llevar adelante una simulación de titularización de acciones. Recién después de un año y luego de tener que cumplimentar la legislación argentina pudo iniciar sus operaciones.   
El 8 de junio de 2005, LAN Argentina inició sus operaciones cubriendo la ruta Buenos Aires-Mendoza-Buenos Aires. El 15 de agosto de 2006, LAN Argentina inició sus operaciones internacionales ofreciendo tres frecuencias semanales en la ruta Buenos Aires - Miami. Desde 10 de octubre de ese mismo año, opera un vuelo diario entre ambas ciudades. Fue creada en marzo del 2005 por la compra de Aero 2000 y el traspaso de la mayoría de los empleados de LAFSA. Sus primeros vuelos se realizaron el 8 de junio de 2005 a Mendoza y Córdoba. El 28 de septiembre de 2006, obtuvo los derechos de las autoridades aeronáuticas de Argentina.
El 13 de agosto de 2010, LAN Airlines anunció ante la SVS sus intenciones de fusionarse con la aerolínea brasileña TAM Líneas Aéreas, creando un nuevo grupo llamado LATAM Airlines Group. El 5 de mayo de 2016 (tras casi seis años del inicio de la fusión con TAM Líneas Aéreas) empezó a operar oficial y definitivamente como LATAM Airlines lo que significó el cambio de imagen corporativa y marca que se estima que costó de los cambios en aproximadamente 60 millones de dólares.
El plan de achique comenzó en 2017  con el proyecto "simplicity" que redundó en el recorte y cancelación de rutas locales y el recorte de su plantel de 3000 a 1715 empleados entre 2017 y 2019. En ese período, la filial de la empresa chilena fuertemente deficitaria perdió más de 300 millones de dólares en Argentina entre 2018 y 2019 por la devaluación y la política aérea alentada por la gestión de Mauricio Macri.
El 17 de junio de 2020 se anunció el cese de operaciones en Argentina como parte de la reestructuración de la matriz
aunque mantendrá los vuelos internacionales desde sus bases en São Paulo (Brasil), y Santiago de Chile (Chile). En el marco de un proceso de quiebra de la aerolínea chilena en diferentes países, entre ellos Estados Unidos donde presentó la quiebra el 23 de marzo de 2020. Anuncio cancelación de todos sus vuelos de cabotaje dando por finalizada la existencia de Latam Argentina y a través de las filiales chilena, peruana y brasileña. debido a múltiples factores; como la imposibilidad de reestructurar operaciones, suspensiones durante la pandemia del COVID-19 Paralelamente la justicia argentina trabó un embargo las cuentas de LATAM Argentina por más de 40 millones de pesos a pedido de APLA ya que la empresa adeudaba varios meses de salarios y se inició una investigación por evasión de aportes,
mientras que el gobierno intimó a la empresa a pagar el 100 % de los salarios adeudados que la empresa chilena se negaba a pagar a sus empleados.
La sustentabilidad económica se encontraba en dificultades desde hace años, al tener que competir en un mercado interno dominado por Aerolíneas Argentinas, ya desde 2017 LATAM Argentina presentaba un balance fuertemente deficitario, en el segundo trimestre de 2019 cerró el balance con pérdidas por 208 millones de dólares en igual periodo de 2018. Sus ingresos disminuyeron 12,1 % en el segundo trimestre, principalmente por una menor demanda de Argentina. Obteniendo una pérdida de 68,2 millones de dólares en el segundo trimestre de 2019.  Paralelamente en Estados Unidos inició un proceso de reestructuración llevado por la matriz chilena en mayo del mismo año, que finalizó en el pedido quiebra de la filial norteamericana bajo el Capítulo 11 de la Ley de Quiebras de Estados Unidos.
Para noviembre de 2020 LATAM continuaba aumentando sus frecuencias desde Buenos Aires a sus hubs en Santiago, San Pablo y Lima aumentó de 10 a 12 sus vuelos semanales entre la capital argentina y la peruana.

## Destinos
Desde 2009 fue CEO de la compañía aérea LAN Argentina.

## Servicios a bordo

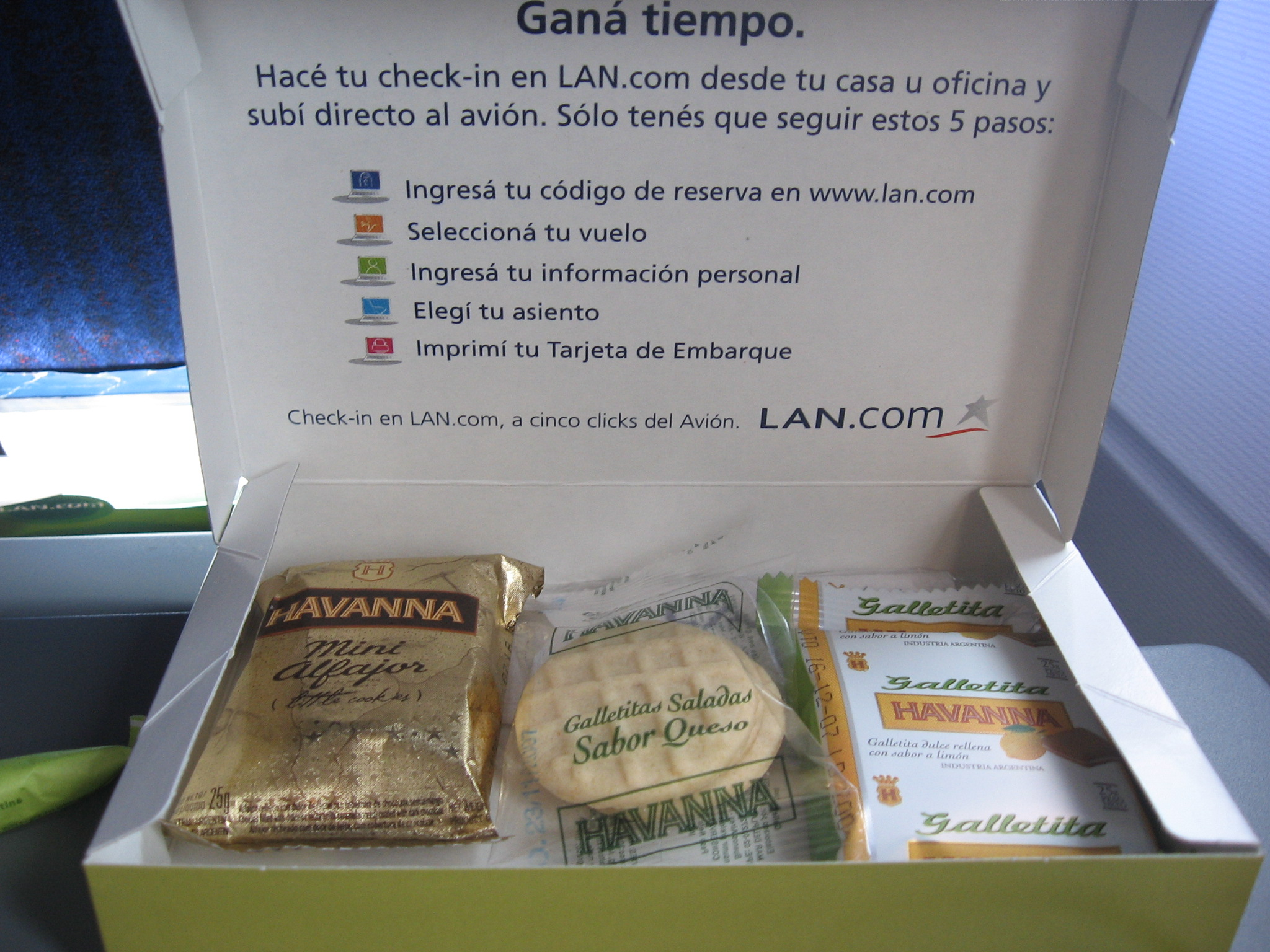
Servicio a bordo de LAN Argentina en sus vuelos de cabotaje. Este consiste en un alfajor Havanna y galletas de limón Havanna.

LATAM Argentina poseía los mismos servicios que en LATAM Airlines. En los Airbus A320 y en los Boeing 767 se ofrece la clase Economy y Premium Business La clase economy está disponible en todos los vuelos de LATAM Argentina los pasajeros en los vuelos con Boeing 767 posee una programación de alta variedad, en cambio en los Airbus A320 solo está disponible la programación general. En algunos vuelos internaciones LATAM Argentina posee la clase Premium Economy es muy similar a la clase Premium Business solo que está disponible en vuelos regionales con Airbus A320, este posee la programación general más espacio por pasajero y unos tomacorrientes, esta clase está disponible en los vuelos Buenos Aires-San Pablo-Buenos Aires y en el vuelo Buenos Aires-Santiago-Buenos Aires. La clase Premium Business es la clase más «Preferencial»,[cita requerida] ya que LATAM Argentina no posee La clase First Class tradicional que poseen algunas aerolíneas como American Airlines Los pasajeros pueden disfrutar de una cena preferencial asientos que se bajar a un 100% horizontal, También los pasajeros cuentan con unos televisores de 15,4 pulgadas y la misma programación que la clase economy. También todos los vuelos poseen un Duty free a bordo donde los pasajeros pueden comprar productos que ofrece la aerolínea.

## Flota Histórica
La aerolínea durante su existencia operó las siguientes aeronaves: